# House of D
House of D és una pel·lícula estatunidenca, dirigida per David Duchovny i estrenada l'any 2004. Ha estat doblada al català.
Es tracta del primer film de l'actor David Duchovny, essencialment conegut per haver interpretat l'agent Fox Mulder a la sèrie i el film X-Files: A les fronteres del real. Va ser presentat l'any 2004 al Festival de Cinema de Tribeca, dirigit per Robert De Niro, on va obtenir un gran èxit del públic. Aquest film, en part autobiogràfic, està lligat al destí d'un adolescent a Nova York als anys 1970.

## Argument
Confrontat al seu passat, Tom es veu obligat a explicar-ho a la seva dona, francesa. Li conta llavors en quines difícils condicions ha passat la seva infantesa a Nova York, envoltat d'una família dislocada, ajudat d'un sol amic i vivint en condicions dubtoses que el van fer precoç.

## Repartiment
- Anton Yelchin: Tommy
- David Duchovny: Tom Warshaw
- Téa Leoni: Sra. Warshaw
- Erykah Badu: Lady Bernadette
- Zelda Williams: Melissa
- Magali Amadei: Coralie Warshaw
- Harold Cartier: Odell Warshaw
- Mark Margolis: M. Papass
- Frank Langella: el reverend Duncan
- Robin Williams: Pappass